# Zenga zének
A Zenga zének című regény Vámos Miklós 1983-ban, cenzúrázva megjelent regénye. Cenzúrázatlanul először 1996-ban jelent meg az Ab Ovo Kiadónál.
A regény 1955-1956-ban játszódik, az eseményeket egy 6-7 éves kisfiú szemszögéből látjuk.
A regény ihlette Bornai Tibor: Zeng az ének című dalát, mely Koncz Zsuzsa 1988-as Fordul a világ című nagylemezén jelent meg.

## A regény szereplői
- Öcsi: a regény főszereplője, 6-7 éves kisfiú
- Angelika néni: Öcsi vallásoktatója
- Öcsi anyja
- Öcsi apja
- Erzsébet: Öcsi nővére
- Szászybeck: Öcsi barátja, 4 osztályos fiú
- Erdősanya: Öcsi egyik züllött szomszédja
- Az iskola igazgatója: Az iskolai ateista szakkör vezetője
- Karcsi: Öcsi kórházi barátja, meghal a kórházban
- Egyéb szereplők: kelemama, kelepapa, Danysanyibácsi, Luxsanyibácsi, Pityu, Juliska, Bella, nagyapa, nagymama

## Történet
|  | Alább a cselekmény részletei következnek! |

A regény elején hatéves, óvodás Öcsit anyja beíratja vallásórára egy Angelika nevű nénihez. Öcsi eleinte unalmasnak találja az órákat, később azonban elkezd gondolkodni Angelika néni mondatain, elkezd imádkozni, gyónni és próbál bűn nélkül élni. Ez utóbbi nehezen megy neki, mert Öcsi szomszédja csupa züllött, trágár gyerek, akikhez Öcsi rendszeresen lejár játszani. Ezektől a gyerekektől csupa rossz dolgot tanul, amelyek éles ellentétben állnak az Angelika nénitől tanultakkal. Öcsi nem sokkal később életében először elmegy misére, a mise után Angelika nénivel cukrászdába megy, ahol megtudja, hogy Angelika néni szegény, és valójában takarítónő. Este megbetegszik, és kórházba kerül. A kórházban összeismerkedik egy Karcsi nevű gyerekkel. Karcsi egyik éjszaka meghal. Öcsi ekkor találkozik először egy ilyen súlyos dologgal.
Mikor hazakerül a kórházból, Angelika néni már másnak adja Öcsi óráit. Öcsi csalódott, mert szeretne tovább tanulni a hitről, és továbbra is sokat gondolkodik a valláson. Nemsokára megint kórházba kerül, ahol megismerkedik egy Szászybeck Sámuel nevű zsidó fiúval. Mikor ismét kikerül a kórházból, már nyári szünet van.
Öcsi nemsokára első osztályos lesz. Időközben megtanul olvasni, és néha megkaparintja apja újságjait, ahol Sztálin vagy Rákosi elvtársról betűzget. Ezekről a politikai dolgokról sokat kérdez az apjától. Öcsi nem imádkozik rendszeresen, de gyakran eszébe jutnak Angelika néni tanításai. Az iskola kezdete előtt nem sokkal elmegy apjával egy politikai gyűlésre, ahol találkozik Szászybeckkel, és megbeszélik, hogy találkozni fognak később is. Elkezdődik az iskola. Öcsi megtudja, hogy nem csak a barátja, Szászybeck, hanem ő is zsidó. Mivel azt tanulta Angelika nénitől, hogy a zsidók ölték meg Jézust, ezen sokat sír. Elmegy Szászybeckhez vendégségbe, ahol Szászybeck apjának megmondja, hogy az ő apja rendőr volt. Az apa erre megijed Öcsitől, mert amióta ő koncentrációs táborban volt, fél a rendőröktől. Eltiltja fiát Öcsitől. Szászybeck és Öcsi összevesznek.
Ateista szakkör indul az iskolában, amiben Szászybeck is aktívan közreműködik. Öcsi is beiratkozik erre, mert kíváncsi, hogyan gondolkodik egy ateista. Ott azonban az igazgató meggyőzi Öcsit, hogy nincs isten. Kitör a forradalom, az emberek elárasztják az utcákat. Öcsi fél, hogy az apját is lecsukatják. A regény végén Öcsi az apjától kapott pisztolytáskával játszik, ezt két önkéntes rendőr meglátja, elkapják Öcsit, és megverik, majd elkalauzoltatják vele magukat Öcsi házába, mert azt feltételezik, hogy Öcsiék fegyvert rejtegetnek. Öcsi apja elküldi a rendőröket, Öcsi azonban az ijedségtől dadogni kezd, és ez nem akar elmúlni. Tudjuk, hogy Öcsi örökre dadogós marad, soha többet nem tud rendesen beszélni és olvasni.

### Fontos szálak a regényben
- Vallás: Öcsi órákra jár Angelika nénihez, aki a keresztény hit tételeit tanítja neki
- Politika: Öcsi sokat olvas az újságokban a politikai személyekről
- Ateizmus: Öcsi apja is ateista, és Öcsi az iskolában is jár egy ateista szakkörre

|  | Itt a vége a cselekmény részletezésének! |

## Kiadások

### Magyar nyelven
- Szépirodalmi Könyvkiadó (1983) ISBN 963-15-2153-2
- Ab Ovo (1996) ISBN 963-7853-56-1
- Ab Ovo (2006) ISBN 9789637853562
- Európa Könyvkiadó (2011) ISBN 9789630792721
- Európa Könyvkiadó, Európa Zsebkönyvek sorozat (2017) ISBN 9789634057505

### Fordításban
Az Országos Széchenyi Könyvtár katalógusa alapján
- dán nyelven: Sangen har vinger. Ford. Peter Eszterhás. [KØbenhavn]: Gyldendal. 1987. ISBN 87-00-07364-4
- svéd nyelven: Kamrat Stalins gloria. Ford. Robert Måshult. Stockholm: Bonniers. 1988. ISBN 91-0-047456-8